# 亜米利加丸
亜米利加丸（亞米利加丸、アメリカ丸）は、日本初の本格的な快速豪華客船である日本丸級貨客船3隻の内の第2船である。

## 建造
1896年（明治29年）7月、浅野総一郎は太平洋航路の事業に進出するため東洋汽船を設立した。社長となった総一郎は自ら渡米すると、サザン・パシフィック鉄道のコリス・ハンティントン社長と直接交渉し、1867年に初の太平洋定期航路（サンフランシスコ-横浜・香港間）を始めたパシフィック・メール汽船会社と、ホワイト・スター・ライン系列のオクシデンタル&オリエンタルSS社との間で、同一航路に各社3隻ずつの共同配船をする契約を成立させた。そして、総一朗は渡英すると、太平洋航路の共同配船用として、イギリスのタイン川にあるウィガム・リチャードソン造船会社にクリッパー型船首の快速船を3隻発注した。同社は第一次世界大戦直前頃、世界一を誇った造船会社である。このときに発注したうちの一隻が亜米利加丸であった。
1897年（明治30年）3月、亜米利加丸はイギリスのニューカッスル・アポン・タインのスワン・ハンター&ウィガム・リチャードソン/ウォルセンド・オン・タイン造船所で起工された。亜米利加丸は1898年（明治31年）3月9日に進水、同年9月24日に竣工した。
亜米利加丸を含む日本丸型の船型は、7年前に就航したCPL（カナダ太平洋汽船：後のカナダ太平洋航空の母体）のエンプレス級をモデルとしたもので、真っ白な3本マストと2本煙突を有する気品に満ちた姿で「太平洋の白鳥」と呼ばれた。

## 運用
1899年（明治32年）、「亜米利加丸」は香港-厦門-上海-長崎-神戸-横浜-ハワイ・ホノルル-サンフランシスコをつなぐ北太平洋定期航路に就航。姉妹船の日本丸および香港丸とともに活躍した。1900年（明治33年）12月、野口英世が北里柴三郎の紹介状を頼りにペンシルベニア大学のサイモン・フレクスナー博士を訪ねて渡米する時に、亜米利加丸に乗船して横浜から出航した。1901年（明治34年）6月16日には、孫文が第一回目の革命軍の蜂起に失敗して清国から日本に亡命する際、亜米利加丸に乗って横浜へ上陸している。
日露戦争が勃発すると、亜米利加丸は、1904年（明治37年）3月14日に日本海軍による徴用を受けるが、仮装巡洋艦への改装工事中に火災により損傷したため一旦は徴用解除される。同年12月10日に亜米利加丸は再徴用され、翌1905年（明治38年）1月12日に連合艦隊付属となる。艦長は石橋甫が務めた。同年2月から4月には、南遣支隊の1隻として要地偵察やロシア帝国のバルチック艦隊の物資輸送を妨害する目的でシンガポールに進出し、バルチック艦隊が集結する可能性のあるカムラン湾を偵察。同年5月27日の日本海海戦にも参加し、哨戒任務や救助活動に従事した。5月28日には沈没したロシア防護巡洋艦スヴェトラーナの生存者291名を救助する。
1908年（明治41年）11月、新型の天洋丸級貨客船地洋丸の完成により亜米利加丸」は姉妹船の香港丸とともに南アメリカ航路に配船先を変更となる。香港-サンフランシスコの定期運行は日本丸級貨客船から、天洋丸級貨客船に交替された。
1911年（明治44年）9月20日、亜米利加丸は大阪商船に36万7千円で売却された。大阪商船では、まず神戸-基隆間の台湾航路などに就航。1924年（大正13年）には大連航路に就航する。
日中戦争が起きると、亜米利加丸は1938年（昭和13年）に日本陸軍により徴用され、船体を白く塗り、赤十字のマークをつけて病院船として使用された。その時の船内写真が今も残されている。
1941年（昭和16年）12月に日本が第二次世界大戦（太平洋戦争・大東亜戦争）に参戦しても、戦争前半は日本陸軍による徴用が続いた。1943年（昭和17年）5月20日、木村兵太郎陸軍次官から西春彦外務次官宛てに、亜米利加丸とばいかる丸、うらる丸、まにら丸、龍興丸、しあとる丸、北辰丸と共に病院船として連合軍に通告された1943年（昭和18年）10月10日に門司出港後、「帝海丸」等と第105船団を構成して、10月15日に高雄港に入港した記録がある。
1944年（昭和19年）1月12日、亜米利加丸は日本陸軍から徴用解除され、同日付で再び日本海軍により運送船（雑）として徴用された。3月4日、亜米利加丸は日本の統治下だったサイパンより日本本土へ引き揚げ疎開する民間人514名を乗せてサイパン島ガラパン港から横須賀港へ向けて出航した。しかし、3月6日未明、硫黄島南南東320km（北緯22度19分 東経143度54分 / 北緯22.317度 東経143.900度）で、アメリカ海軍の潜水艦「ノーチラス」が発射した魚雷2本を第4船倉と機関室左舷部に受け、沈没した。婦女子を含む民間人511名、軍関係者4名、乗員87名、合計602名中599名が死亡し、アメリカ軍に救助されたのは民間人の3名だった。同じ日に出港したさんとす丸は、無事に日本本土に到着した。3月末、サイパン島北ガラパンの本願寺で、亜米利加丸の犠牲者追悼のため南洋庁サイパン支庁主催の合同慰霊祭が執り行われた。境内は花輪と焼香の列で埋まった。

## 艦長
- 石橋甫 大佐：1905年1月12日 - 1905年7月24日[9]